# Fontes Pereira de Melo
António Maria de Fontes Pereira de Melo (Lisboa, 8 de septiembre de 1819 - Lisboa, 22 de enero de 1887) fue uno de los principales políticos portugueses de la segunda mitad del siglo XIX. Era hijo de João de Fontes Pereira de Melo, que fue dos veces gobernador de Cabo Verde. António Maria nunca fue gobernador de Cabo Verde pero fue elegido diputado por las islas, lo cual fue el primer paso para una brillante carrera política.
Después de un período de agitación política que marcó la primera mitad del siglo XIX, en 1851 se inició una nueva etapa en la monarquía constitucional portuguesa.
Ese período fue llamado Regeneración, ya que los gobiernos intentaron paliar el atraso en el que vivía Portugal en relación con otros países europeos, mediante la modernización de la administración y el desarrollo económico del país. En el primer gobierno de la Regeneración fue creado un nuevo ministerio, el de Obras Públicas, del cual se encargó Fontes Pereira de Melo.
Fontes Pereira de Melo aumentó el número de carreteras, construyó la primera línea ferroviaria de Portugal, que unió Lisboa al Carregado, inició la construcción de otros dos ferrocarriles (Vendas Novas y Sintra) y tendió la primera línea telegráfica.
Además de estas actividades, inició la revolución de los transportes y de las comunicaciones inaugurando líneas regulares de barcos a vapor, los servicios postales y las redes telefónicas.
Su promoción de las obras públicas se conoció como fontismo.
- Datos: Q611180
- Multimedia: Fontes Pereira de Melo / Q611180